# Ars cantus mensurabilis

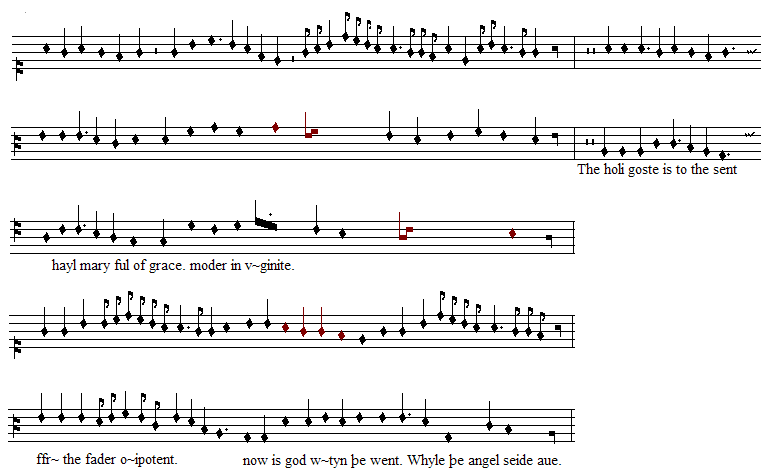
Un esempio di notazione mensurale

L'Ars cantus mensurabilis è un trattato musicale scritto tra il 1260 ed il 1280 dal teorico Francone da Colonia nell'ambito dell'ars antiqua. Questo scritto afferma che le singole note possono definire in modo preciso la durata della loro esecuzione. Precedentemente, nel sistema dei modi ritmici, la durata era basata sul contesto: una sequenza di note su di una pagina sarebbe stata interpretata come una serie di note lunghe e brevi attraverso l'istruzione del cantore fondata su una serie di regole imparate in passato. Mentre con il vecchio metodo occorrevano studi lunghi decine di anni per acquisire le necessarie abilità, con il metodo di Francone ogni nota aveva la sua forma che rappresentava anche la sua durata nel tempo.
Il trattato inaugurò, di fatto, la notazione mensurale e gettò le basi per sviluppi futuri, come ad esempio, l'ars nova.